# Frieden von Eisenburg
Der Frieden von Eisenburg (auch Waffenstillstand von Eisenburg, ungarisch vasvári béke, türkisch Vasvar Antlaşması) beendete den osmanisch-österreichischen Krieg von 1663/64. Der Vertrag wurde am 9. bzw. 10. August 1664 in Eisenburg/Vasvár geschlossen. Mit dem Austausch der von Kaiser Leopold I. bzw. Sultan Mehmed IV. ratifizierten Urkunden wurde der Vertrag am 27. September 1664 gültig.
Der Friede von Eisenburg war auf 20 Jahre begrenzt, zumal ein eigentlicher Friedensschluss zwischen dem Herrschaftsbereich der Muslime und dem der Christen nach Vorstellungen beider Seiten nicht dauerhaft möglich war.
Er wurde auch Schandfriede von Eisenburg genannt, da die kaiserliche Seite eine scheinbar günstige Lage nicht ausnutzte und sogar Positionen preisgab.

## Vorgeschichte
Die Selbständigkeitsbestrebungen des siebenbürgischen Fürsten Georg II. Rákóczis seit 1657 führten zu einer Strafexpedition der Osmanen gegen ihren unbotmäßigen Vasallen. Die instabile Lage des Fürstentums versuchte Leopold I., römisch-deutscher Kaiser und zugleich ungarischer König, für sich zu nutzen. Zudem fühlten sich die Osmanen durch den Bau der Festung Neu-Zrin am strategisch wichtigen Zusammenfluss von Mur und Drau bei Kaniza durch Nikolaus Zrinski beunruhigt. Der sich zuspitzende Gegensatz führte schließlich 1663 zum Kriegsausbruch. Die osmanische Hauptstreitmacht unter Großwesir Köprülü Fâzıl Ahmed Pascha war den nur unzureichend gerüsteten habsburgischen Truppen unter Raimondo Montecuccoli zunächst klar überlegen und konnte mehrere habsburgische Festungen in Oberungarn, u. a. Neuhäusel, erobern. Erst 1664 war Leopold in der Lage, eine zumindest annähernd ebenbürtige Armee aufzustellen. Der Sieg Habsburgs und seiner Verbündeten in der Schlacht bei Mogersdorf am 1. August 1664 beschleunigte die Verhandlungen.

## Friedensverhandlungen und Vertragsunterzeichnung

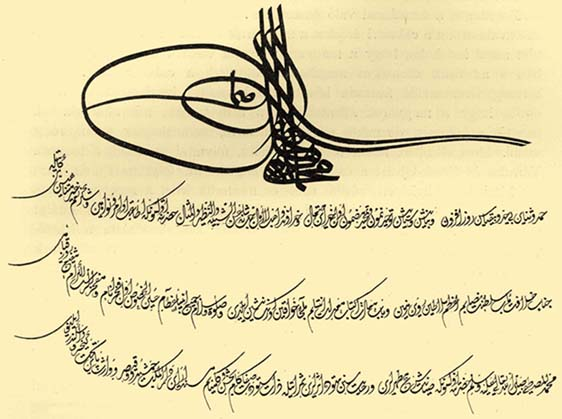
Türkische Version des Vertrages

Sowohl die Habsburger als auch die Osmanen waren prinzipiell zu einem Friedensschluss bereit. Die habsburgische Seite war aber nicht willens, den – aus einer Position der Stärke heraus resultierenden – hohen Forderungen der Türken nachzukommen. Ungeachtet der Friedenspräliminarien, der Hauptpunkte eines künftigen Friedensvertrages, die beide Kontrahenten am 11. April 1664 ausgehandelt hatten, gingen die Kämpfe in Ungarn weiter. Am 30. Juli 1664 waren die Verhandlungen zwischen dem Beauftragten des Kaisers und den Abgesandten des Großwesirs ein letztes Mal ergebnislos geblieben. Nach den Niederlagen von Levencz am 19. Juli und Mogersdorf am 1. August, die die osmanische Offensive in Ober- und Niederungarn stoppten, war Großwesir Fâzıl Ahmed kompromissbereiter. Der Friedensschluss von Eisenburg war ein wesentliches Verdienst Simon Renningers. Er war seit 1649 kaiserlicher Resident (Internuntius) in Konstantinopel und als Bevollmächtigter des Kaisers 1663/64 wiederholt im Lager des Großwesirs, um Geheimverhandlungen über einen Friedensvertrag zu führen. Er führte auch die Verhandlungen in Eisenburg, wo man sich bereits am 9. bzw. 10. August 1664 einig war. Simon Renninger und der Großwesir tauschten die Urkunden aus und sandten sie zur Ratifikation an Kaiser Leopold I. bzw. Sultan Mehmed IV. In Wien wurde die Besiegelung des Friedens noch etwas herausgezögert, da man nach Mogersdorf auf einen weiteren Waffenerfolg und insbesondere die Rückgewinnung der Festung Neuhäusel hoffte. Die christlichen Truppen waren für eine Offensive bzw. Belagerung nicht stark genug und auch die Osmanen gingen nicht mehr in die Offensive über, so dass es bei einigem Taktieren entlang der Grenzflüsse Raab und Waag blieb. Die türkische Originalurkunde wurde am 9. September in Wien ratifiziert, erst am 20. erhielt sie Renninger. Am 27. September wurden die beiden ratifizierten Urkunden ausgetauscht.

## Inhalt und Bedeutung
Der Vertrag enthält insgesamt zehn Artikel. Die wichtigsten sind:
- Artikel I: Sowohl die osmanischen als auch die habsburgischen Truppen sollten alle im Fürstentum Siebenbürgen besetzten Plätze räumen und das Land verlassen. Nach alten Privilegien sollten die siebenbürgischen Stände einen neuen Fürsten frei wählen dürfen.
- Artikel II: Die Komitate Szabolcs und Sathmar, die früher den Siebenbürger Fürsten Rákóczi unterstanden, wurden Leopold I. zugestanden und sollten weder dem Fürstentum Siebenbürgen noch dem Osmanischen Reich Abgaben entrichten.
- Artikel III: Dem Kaiser wird erlaubt, in diesen beiden Komitaten, wie auch den Osmanen und Siebenbürgern in ihren Gebieten, befestigte Plätze zu errichten. Die Festung Zickelhid (ung. Székelyhid) wird geschleift.
- Artikel VI: Beiden Parteien ist es untersagt, die Festung Neu-Zrin bei Kaniza wiederaufzubauen oder zu besetzen.
- Artikel VIII: Als Ersatz für die verlorene Festung Neuhäusel wird dem Kaiser gestattet, am rechten Ufer der Waag eine Festung zu errichten, dies geschah 1665 durch die Anlage von Leopoldstadt.
- Artikel X: Zur „Festigung des Friedens und der guten Freundschaft“ sollen Gesandtschaften und Geschenke ausgetauscht werden. „Der Gesandte des Römischen Kaisers wird zum Zeichen der Freundschaft ein freiwilliges Geschenk im Wert von 200.000 Gulden überreichen“, dies wird die osmanische Seite mit „ebenso würdigen und angemessenen Geschenken“ erwidern.

Von habsburgischer Seite wurden die 200.000 Gulden als „freiwilliges Geschenk“ vorgegeben, dementsprechend bemühten sich österreichische Chronisten und einige Historiker fortan, ihre Auffassung zu rechtfertigen, dies dennoch nicht als Tributleistung zu verstehen. Vielmehr seien gegenseitige, gleichwertige Geschenke in der muslimischen Diplomatie üblich und bedeuten einen gegenseitigen Gunstbeweis.

## Folgen
Die Unzufriedenheit des ungarischen und kroatischen Adels mit dem Friedensschluss (Schandfriede von Eisenburg), der unter anderem mit sich brachte, dass auf ihre Kosten Positionen aufgegeben wurden, führte unmittelbar zur Magnatenverschwörung.